# Mapania ferruginea
Mapania ferruginea là một loài thực vật thuộc họ Cyperaceae. Loài này có ở Cameroon và São Tomé và Príncipe. Môi trường sống tự nhiên của chúng là vùng núi ẩm nhiệt đới hoặc cận nhiệt đới. Chúng hiện đang bị đe dọa vì mất môi trường sống.